# جاك برودريك
جاك برودريك هو لاعب اللاكروس كندي، ولد في 5 يونيو 1877 في كورنوال في كندا، وتوفي في 12 يوليو 1957.

## وصلات خارجية
- جاك برودريك على موقع أوليمبيديا (الإنجليزية)